# Tipula (Lunatipula) biavicularia
Tipula (Lunatipula) biavicularia is een tweevleugelige uit de familie langpootmuggen (Tipulidae). De soort komt voor in het Nearctisch gebied.